# Stanisław Basiuk
Stanisław Iwanowycz Basiuk, ukr. Станіслав Іванович Басюк, ros. Станислав Иванович Басюк, Stanisław Iwanowicz Basiuk (ur. 16 czerwca 1936 w Połtawie, Ukraińska SRR) – ukraiński piłkarz, grający na pozycji bramkarza, trener piłkarski.

## Kariera piłkarska
W 1957 rozpoczął karierę piłkarską w drużynie Kołhospnyk Połtawa. W 1958 został powołany do służby wojskowej, podczas której bronił barw SKWO Lwów i CSKA Moskwa. Po zwolnieniu z wojska w 1961 został piłkarzem zespołu Trudowi Rezerwy Ługańsk. Latem 1962 powrócił do Kołhospnyka, który potem zmienił nazwę na Kołos. W 16 kolejnych meczach klasy "B" sezonu 1964 roku nie przepuścił ani jednej piłki, czym ustanowił rekord turnieju. Ma jeden z najlepszych współczynników niezawodności wśród ukraińskich bramkarzy mistrzostw Klasy B - 0,87 (142 straconych goli w 162 meczach). W latach 1966–1967 występował w amatorskim zespole Suputnyk Połtawa. W 1968 zasilił skład Kołosu Jakymiwka, w którym zakończył karierę piłkarza w roku 1969.

## Kariera trenerska
Po zakończeniu kariery piłkarza rozpoczął pracę szkoleniowca. Otrzymał zaproszenie od Iwana Horpynka pomagać szkolić dzieci w Szkole Sportowej, w której pracował ponad 40 lat. Wśród najbardziej znanych jego wychowanków jest Serhij Konowałow, Jewhen Pochlebajew i Rusłan Rotań. Od 1977 do maja 1980 prowadził Kołos Połtawa. Od 1 sierpnia do 7 listopada 1991 w składzie rady trenerskiej pomagał trenować połtawski klub, który już nazywał się Worskła Połtawa.